# Amadou & Mariam
Amadou & Mariam — дуэт супругов Амаду Багайоко и Марьям Думбия, слепых музыкантов из Мали.

## История
Амаду Багайоко родился 24 октября 1954 года в Бамако. В подростковом возрасте он ослеп из-за врождённой катаракты. Начав музыкальную карьеру в 1968-м, он входил в состав коллектива Ambassadeurs du Motel до 1974 года. В следующем году он познакомился с Марьям Думбия. Она родилась 15 апреля 1958 года в Бамако и потеряла зрение, когда ей было пять лет. Оба изучали шрифт Брайля в Бамакском институте для слепой молодёжи. Багайоко и Думбия начали вместе заниматься музыкой и после женитьбы в 1980 году решили выступать дуэтом. В течение пяти лет они гастролировали по Мали, а в 1985-м впервые давали концерты за пределами родной страны — в Буркина-Фасо. Переехав в Кот-д’Ивуар в 1986 году, супруги при поддержке нигерийского продюсера Майкано начали выпускать свою музыку на кассетах. В 1994 году Амаду и Марьям были приглашены в Париж для выступлений и записи, однако этот материал не был выпущен. Их дебютный альбом Sou Ni Tile вышел в 1998 году. За ним последовали переиздания ранних работ дуэта и второй диск Wati (2003).
Успех принесла им следующая пластинка Dimanche à Bamako (2004), записанная вместе с Ману Чао и занявшая второе место в хит-параде Франции. K’naan, Матье Шедид, Тумани Дьябате и другие принимали участие в записи альбома Welcome to Mali (2008), который получил положительные отзывы музыкальных критиков. Амаду и Марьям также сотрудничали с Деймоном Албарном, в том числе в его проекте Africa Express. К работе над пластинкой Folila, выпущенной в 2012 году, были приглашены гитарист группы Yeah Yeah Yeahs Ник Циннер, Теофилиус Лондон и TV on the Radio.
Амаду Багайоко умер 4 апреля 2025 года в возрасте 70 лет в Бамако, Мали.

## Дискография
- Se Te Djon Ye (1998)
- Sou ni tilé (1999)
- Tje Ni Mousso (2000)
- Wati (2002)
- Dimanche à Bamako (2004)
- Welcome to Mali (2008)
- Folila (2012)